# آرنشتات
آرنشتات (به آلمانی: Arnstadt) شهری است که در ایالت تورینگن در کشور آلمان واقع شده است.